# Superbrain - Le supermenti (seconda edizione)
La seconda edizione di Superbrain - Le supermenti è andata in onda dal 14 al 28 dicembre 2013 per 3 puntate in prima serata su Rai 1, condotta da Paola Perego con la partecipazione di Paolo Conticini e Antonella Elia.

## Dettaglio delle puntate

### Prima puntata

#### Qualificazioni
- Vincitore della sfida
- Sfida non superata

| Sfida № | Primo concorrente   | Denominazione     | Prova | Secondo concorrente | Denominazione | Prova |
| ------- | ------------------- | ----------------- | --- | ------------------- | ------------- | --- |
| 1       | Franco Gengotti     | Supervista        | Il partecipante dovrà identificare il quadratino colorato cambiato in una parete di oltre 30.000 quadratini. La prova si svolgerà in 3 manche. Errori consentiti: 0 | Gianni Calovi       | Golden Boy    | Il partecipante dovrà indovinare le razze di 32 cuccioli, dopo aver memorizzato i dati riguardanti le coppie proprietario-cane. Errori consentiti: 0                                      |
| 2       | Francesca Dal Corso | L'acchiappanumeri | La partecipante, dopo aver memorizzato le targhe di 36 moto, dovrà abbinare 5 targhe scelte a caso alla moto corrispondente. Errori consentiti: 0                   | Vittorio Bartolini  | Xtreme Man    | Il partecipante, dopo aver memorizzato i 41 pioli blu di una scala sospesa a 12 metri, sarà bendato e porterà a termine il percorso con la sola forza delle braccia. Errori consentiti: 1 |
| 3       | Manuel Boscarelli   | Master Detective  | Il partecipante, dopo aver osservato per pochi secondi una scena con un gran numero di elementi, dovrà individuare almeno 10 oggetti cambiati. Errori consentiti: 2 | Giorgio Dendi       | Calcolator    | Il partecipante, legato a una ruota girevole, dovrà calcolare a mente il numero elevato a potenza. La prova si svolgerà in 3 manche. Errori consentiti: 1                                 |

#### Finale
| Posizione | Concorrente         | Denominazione     |
| --------- | ------------------- | ----------------- |
| 1º        | Gianni Calovi       | Golden Boy        |
| 2º        | Giorgio Dendi       | Calcolator        |
| 3º        | Francesca Dal Corso | L'acchiappanumeri |

### Seconda puntata

#### Qualificazioni
- Vincitore della sfida

| Sfida № | Primo concorrente   | Denominazione        | Prova | Secondo concorrente | Denominazione        | Prova |
| ------- | ------------------- | -------------------- | --- | ------------------- | -------------------- | --- |
| 1       | Martina Di Loreto   | Memory Girl          | La partecipante dovrà memorizzare le posizioni di dieci ballerini, e poi indovinare i colori dei sostegni tenuti da braccia e gambe di ciascuno. Errori consentiti: 0 | Paolo Giancola      | Dita magiche         | Il partecipante bendato dovrà indovinare 5 nazioni fra 190, toccandone i confini in rilievo sulle sagome scelte a caso. Errori consentiti: 1                                 |
| 2       | Robert Ahmar        | Il signore dei suoni | Il partecipante bendato dovrà riconoscere, dal suono emesso, quale posata è stata fatta cadere. La prova comprende 6 posate e 3 manche. Errori consentiti: 1          | Ermanno Romano      | Il vocabolario umano | Il partecipante dovrà formare parole lunghe minimo 5 lettere, combinando le 100 lettere sulle 100 t-shirt. Non potrà lasciare lettere inutilizzate. Errori consentiti: 0     |
| 3       | Alessandro Gallippi | L'acchiappafilm      | Il partecipante dovrà indovinare il titolo di 5 film da un solo fotogramma inserito all'interno di un altro film. Errori consentiti: 1                                | Lorenzo Prada       | Il birdwatcher       | Il partecipante dopo aver ascoltato il canto di uno o più uccelli, dovrà indovinare il nome di ciascuna specie. La prova comprende 9 canti in 3 manche. Errori consentiti: 1 |

#### Finale
| Posizione | Concorrente         | Denominazione        |
| --------- | ------------------- | -------------------- |
| 1º        | Alessandro Gallippi | L'acchiappafilm      |
| 2º        | Paolo Giancola      | Dita magiche         |
| 3º        | Robert Ahmar        | Il signore dei suoni |

### Terza puntata

#### Qualificazioni
- Vincitore della sfida
- Sfida non superata

| Sfida № | Primo concorrente      | Denominazione     | Prova | Secondo concorrente   | Denominazione | Prova |
| ------- | ---------------------- | ----------------- | --- | --------------------- | ------------- | --- |
| 1       | Vincenzo Palmisano     | Occhio bionico    | Il partecipante memorizzerà per solo 10 secondi 5 piramidi di bicchieri colorati, e dovrà indovinare tutti i colori dei bicchieri di ciascuna piramide. Errori consentiti: 3 | Alessandro Viale      | Superorecchio | Il partecipante, dopo aver riascoltato il brano eseguito dall'orchestra priva di 2 strumenti, dovrà riconoscere i 2 strumenti mancanti. Errori consentiti: 0                                        |
| 2       | Giacomo Sipione        | The Number Master | Il partecipante dovrà dividere a mente per 109 un numero a caso, fra 11 e 99, indicando almeno 110 decimali. Errori consentiti: 3                                            | Valerio Torcasio      | Time Machine  | Il partecipante dovrà indovinare il numero di tessere dopo aver calcolato a mente il tempo trascorso, sapendo che ogni 5 secondi cadono 410 tessere. Errori consentiti: 15 tessere in più o in meno |
| 3       | Clementina Di Robilant | Artistika         | La partecipante dovrà indovinare il titolo di un quadro famoso osservando la tessera di un puzzle che lo raffigura. La prova è in tre manche. Errori consentiti: 1           | Narciso Luigi Correra | Ultranaso     | Il partecipante dovrà odorare 4 gocce di un'essenza diluita due volte in 4 litri d'acqua, e poi indovinarla. La prova è in tre manche. Errori consentiti: 1                                         |

#### Finale
| Posizione | Concorrente            | Denominazione     |
| --------- | ---------------------- | ----------------- |
| 1º        | Clementina Di Robilant | Artistika         |
| 2º        | Alessandro Viale       | Superorecchio     |
| 3º        | Giacomo Sipione        | The Number Master |

#### Finalissima
| Ordine esibizione | Concorrente            | Denominazione   | Prova |
| ----------------- | ---------------------- | --------------- | --- |
| 1                 | Gianni Calovi          | Golden Boy      | Il partecipante dovrà memorizzare 30 calciatori, alcuni col pallone e altri senza pallone, e dovrà ricordare l'intera sequenza. |
| 2                 | Alessandro Gallippi    | L'acchiappafilm | Il partecipante ascolterà 20 colonne sonore e dovrà indovinare il titolo del film di ciascuna.                                  |
| 3                 | Clementina Di Robilant | Artistika       | La partecipante dovrà riconoscere 5 quadri famosi che verranno svelati poco a poco ma non completamente.                        |

## Ascolti
| Puntata | Messa in onda    | Telespettatori | Share  |
| ------- | ---------------- | -------------- | ------ |
| 1       | 14 dicembre 2013 | 4 308 000      | 18,85% |
| 2       | 21 dicembre 2013 | 3 949 000      | 16,64% |
| 3       | 28 dicembre 2013 | 4 218 000      | 18,48% |
| Media   | Media            | 4 158 000      | 17,99% |